# VOCALIST VINTAGE
『VOCALIST VINTAGE』（ヴォーカリスト・ヴィンテージ）は、2012年5月30日に発売された德永英明5作目のカバー・アルバム。

## 概要
高度経済成長期に人々を支えた歌謡曲。現代のこの混沌とした時代に昭和の名曲を歌うことで人々に元気を与えたい德永の思いが込められた本作。従来のVOCALISTシリーズとは異なるコンセプトの為、連番数字の「5」ではなく「VINTAGE」と冠されている。

## パッケージ仕様
通常盤と初回限定盤A,Bの3形態で発売。初回限定盤Aには本作収録3曲のミュージック・ビデオを収録したDVD付。初回限定盤Bにはボーナス・トラックとして「上を向いて歩こう」ストリングス・ヴァージョンを収録。

## 収録曲
「OA」はオリジナル・アーティストのことを指す。

### CD
編曲：坂本昌之（2,5-7,10-12,14）松浦晃久（1,3,4,8,9,15）服部隆之・坂本昌之（13）
1. 夢は夜ひらく（4:30）[4]
  - 作詞：石坂まさを　作曲：曽根幸明　OA：藤圭子（1970年）
2. 悲しい酒（5:21）[4]
  - 作詞：石本美由起　作曲：古賀政男　OA：美空ひばり（1966年）
3. 虹色の湖（3:26）[4]
  - 作詞：横井弘　作曲：小川寛興　OA：中村晃子（1967年）
4. 人形の家（3:58）[4]
  - 作詞：なかにし礼　作曲：川口真　OA：弘田三枝子（1969年）
5. 再会（4:20）[4]
  - 作詞：佐伯孝夫　作曲：吉田正　OA：松尾和子（1960年）
6. 酒場にて（3:58）[4]
  - 作詞：山上路夫　作曲：鈴木邦彦　OA：江利チエミ（1974年）
7. 夕月（3:39）[4]
  - 作詞：なかにし礼　作曲：三木たかし　OA：黛ジュン（1968年）
8. 北国行きで（3:46）[4]
  - 作詞：山上路夫　作曲：鈴木邦彦　OA：朱里エイコ（1972年）
9. ブルーライト・ヨコハマ（3:16）[4]
  - 作詞：橋本淳　作曲：筒美京平　OA：いしだあゆみ（1968年）
10. 伊勢佐木町ブルース（3:34）[4]
  - 作詞：川内康範　作曲：鈴木庸一　OA：青江三奈（1968年）
11. 恋の季節（3:38）[4]
  - 作詞：岩谷時子　作曲：いずみたく　OA：ピンキーとキラーズ（1968年）
12. 愛の讃歌（4:24）[4]
  - 作詞：Edith Piaf　訳詞：岩谷時子　作曲：Margueritte Monnot　OA：Edith Piaf（1950年）
13. 別れのブルース（4:25）[4]
  - 作詞：藤浦洸　作曲：服部良一　OA：淡谷のり子（1937年）
14. 真夜中のギター（4:26）[4]
  - 作詞：吉岡治　作曲：河村利夫　OA：千賀かほる（1969年）
15. 上を向いて歩こう（Strings Ver.）（3:52）[4]※初回限定盤Bボーナス・トラック
  - 作詞：永六輔　作曲：中村八大　OA：坂本九（1961年）

### 初回限定盤A付属DVD
1. 人形の家（Music Clip）
2. 夢は夜ひらく（Music Clip）
3. 上を向いて歩こう（Music Clip）